# Сурб-Ншан
Сурб-Ншан (Церковь Сурб-Ншан (св. Знамение)) — центральное здание крымского монастыря Сурб-Хач располагается в его восточной части и выступает за монастырскую ограду.

## История
Сооружение храма датируется 1358 годом по стихотворной надписи, выполненной на верхней части барабана купола церкви. Надпись гласит: «Сей божественный храм славы на земле — рай древа жизни: он подобие горного неба, обиталище Троицы. Началось от рождения во плоти Христа в 1358 году сооружение во имя св. Знамения усердием служителя его Ованнеса инока и родных братьев его и по духу сынов…».
Легенда повествует, что название церкви происходит от видения (знамение), которое основатели обители увидели в небе над местом будущего строения — огненного креста.

## Архитектура
Интерьер храма очень скромный. На основном, алтарном перекрытии изображён Христос, сидящий на троне среди зигзагообразных линий — небесных молний. У него угадываются фигуры Богоматери, Иоанна Крестителя. По краям композиций символы евангелистов — ангел, голубь, лев и бык. Конечно, от росписи сейчас осталось не больше половины, много изображений на фресках угадываются с трудом.
В XVI ст. был пристроен гавит (притвор) с колокольней. Храмовый гавит простой по своей композиции и представляет собой просторную залу, составленную, как и собственно храм из большого бутового камня. Колокольня находится над юго-западным углом гавита, была сторожевой: из её окон окружающая местность просматривается достаточно далеко. В прошлом, когда не подступал со всех сторон лес, отсюда открывался вид на часть монастырской дороги, на Старокрымскую долину с её дорогой от Карасубазара до Старого Крыма, на Агармыш.
В XVI—XVIII ст.ст. в западной части храмового атриума возведена трапезная. Под лестницей на трапезную в полукруглой нише находится фонтан (сейчас пересохший), из которого некогда вытекала родниковая вода, в которой прихожане храма во время традиционного обряда омывали руки и ноги перед тем, как войти в церковь. Фасад фонтана — резная каменная плита XII—XIII вв. орнаментальной «сельджукской плетёнкой».

## Галерея

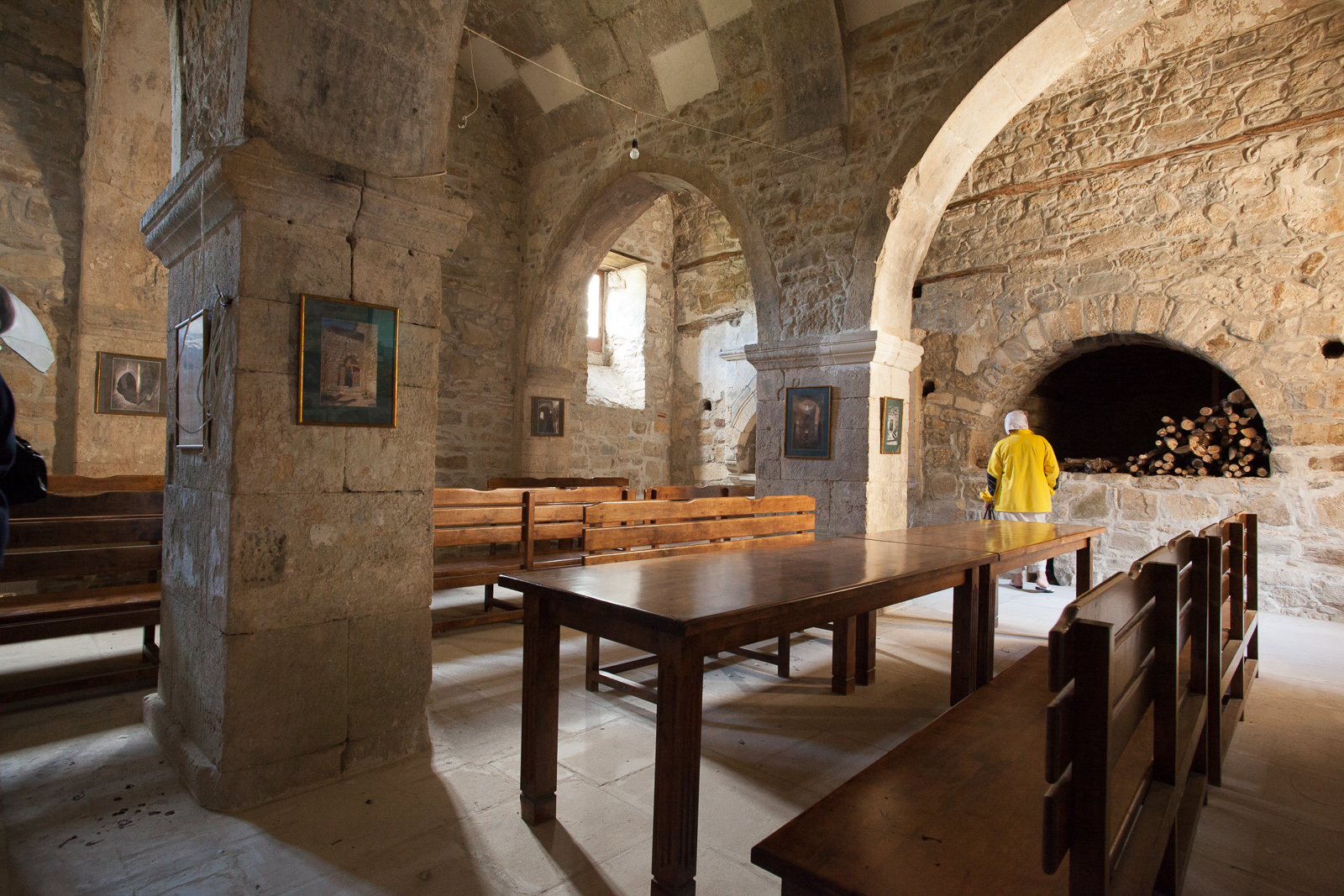
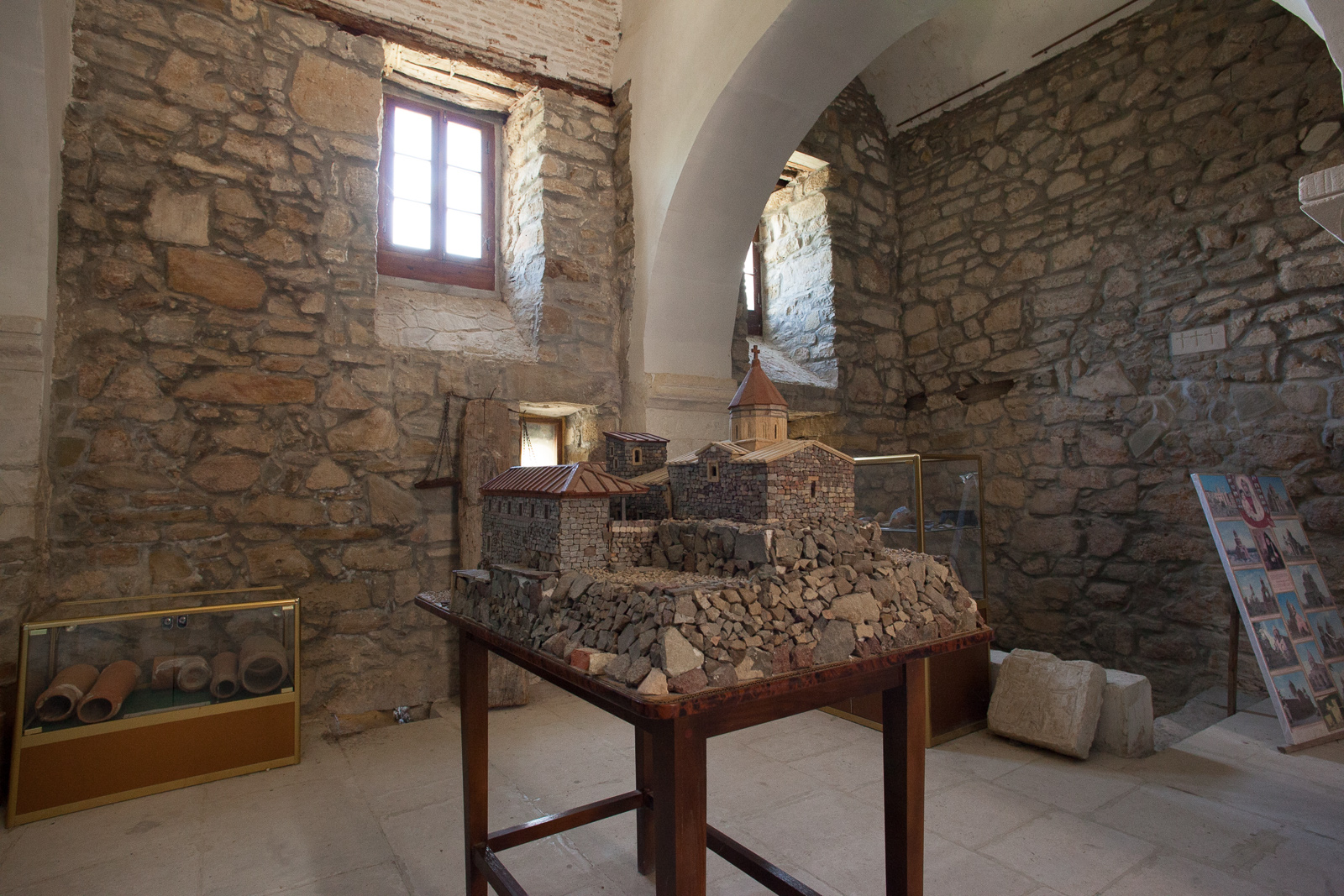
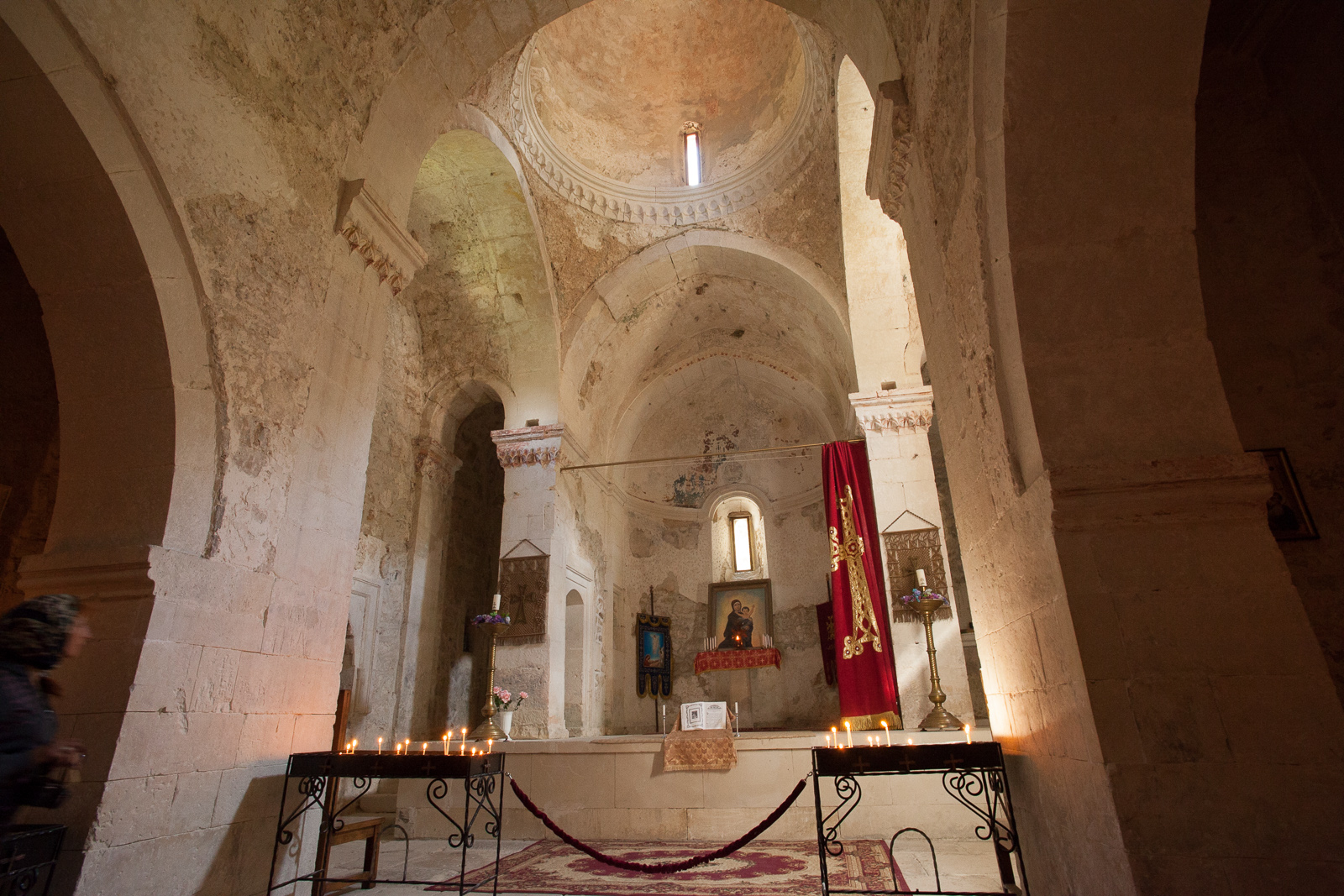
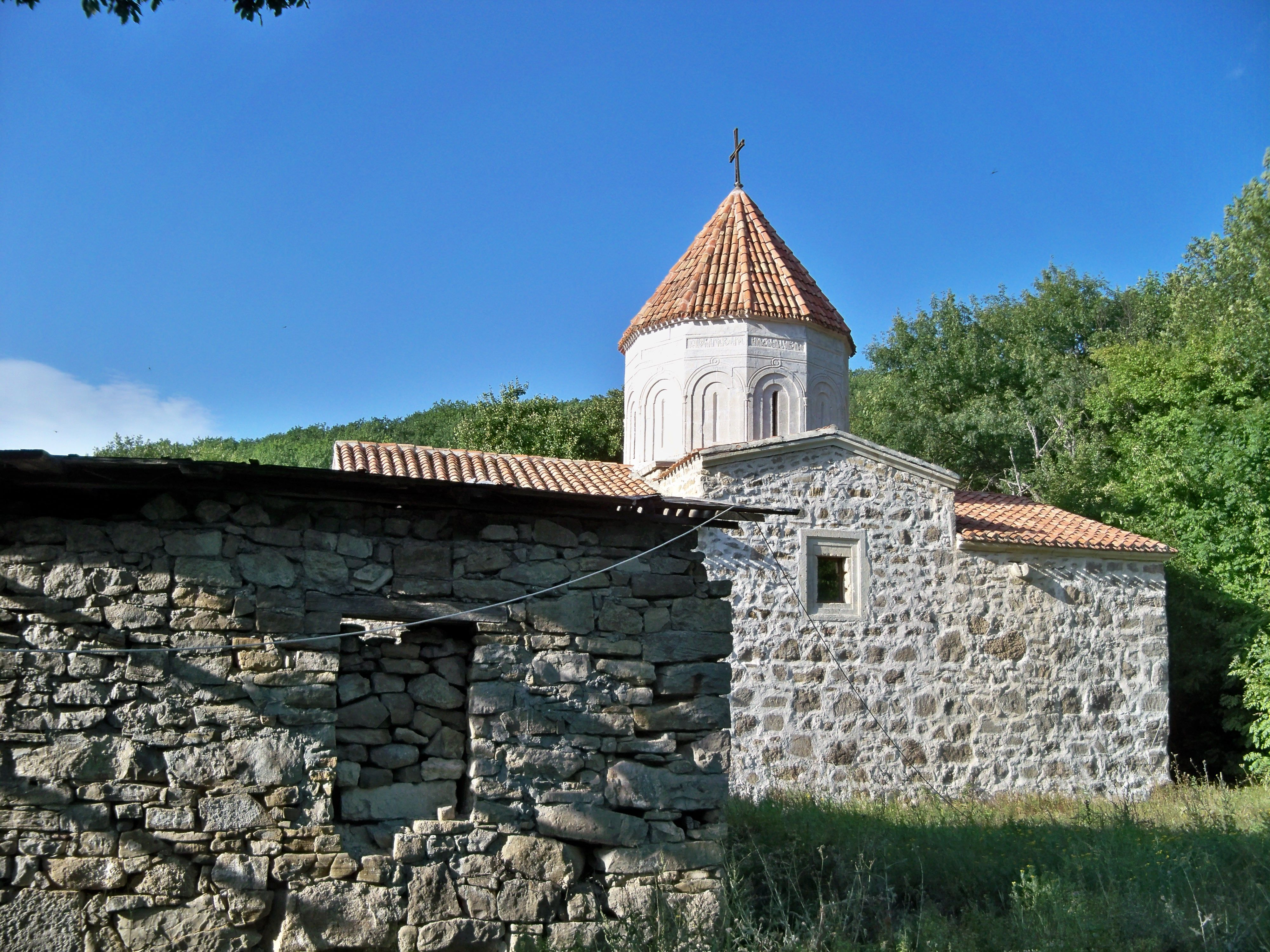
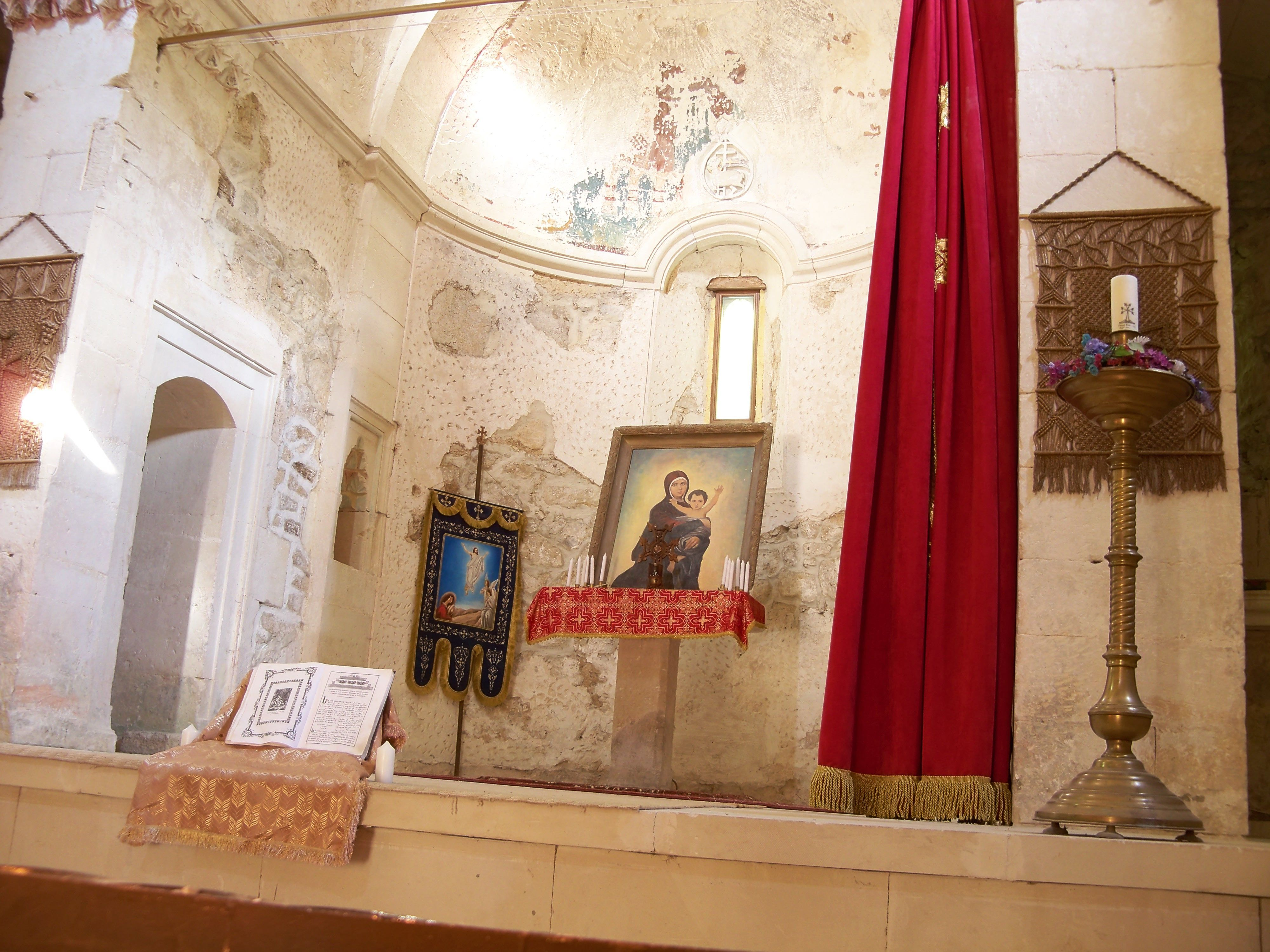
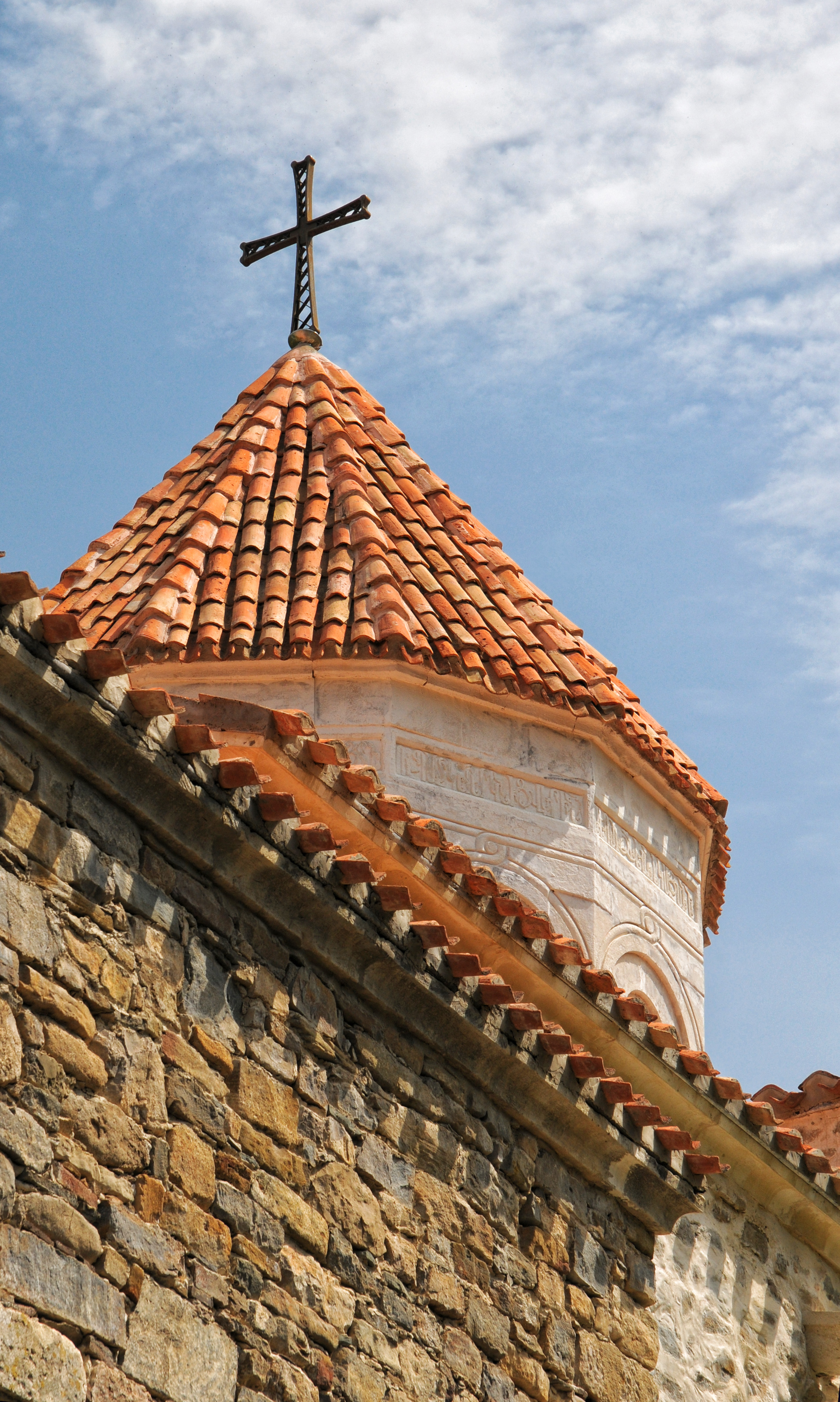
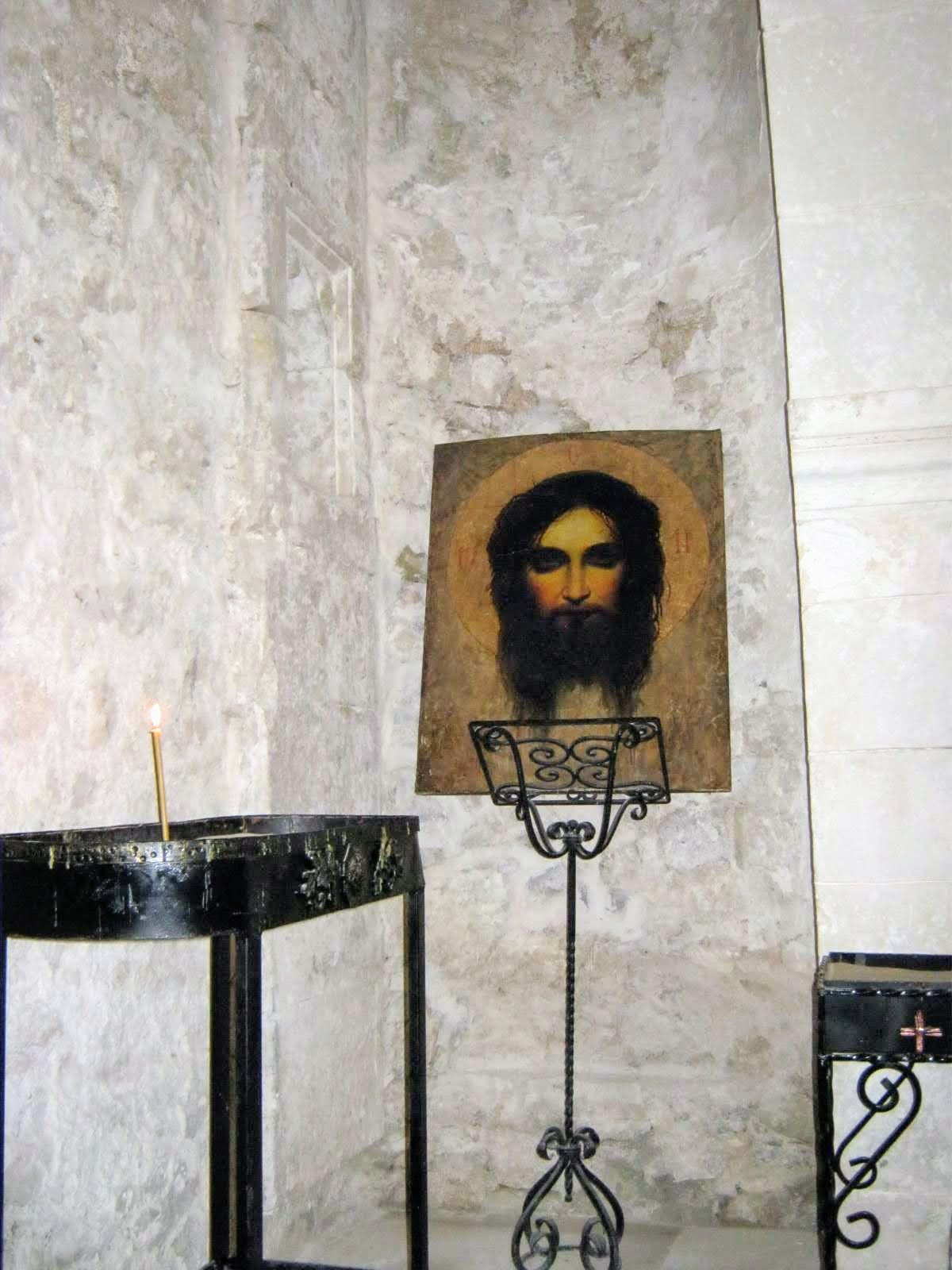
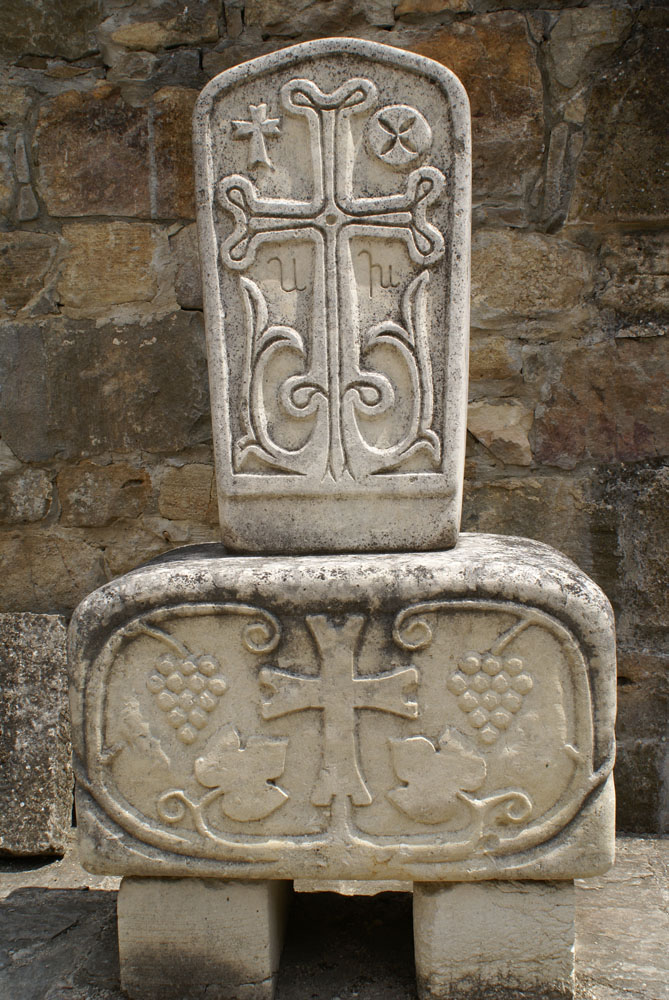